# Talang Ratau
Talang Ratau is een bestuurslaag in het regentschap Lebong van de provincie Bengkulu, Indonesië. Talang Ratau telt 805 inwoners (volkstelling 2010).